# 부산국제영화제
부산국제영화제(釜山國際映畵祭, 영어: Busan International Film Festival, BIFF)는 매년 가을 대한민국 부산광역시 영화의전당 일원에서 개최되는 국제영화제다. 도쿄, 홍콩국제영화제와 더불어 아시아 최대 규모의 영화제다. 부분경쟁을 도입한 비경쟁영화제로 국제영화제작자연맹(FIAPF)의 공인을 받은 영화제이다.

## 역사

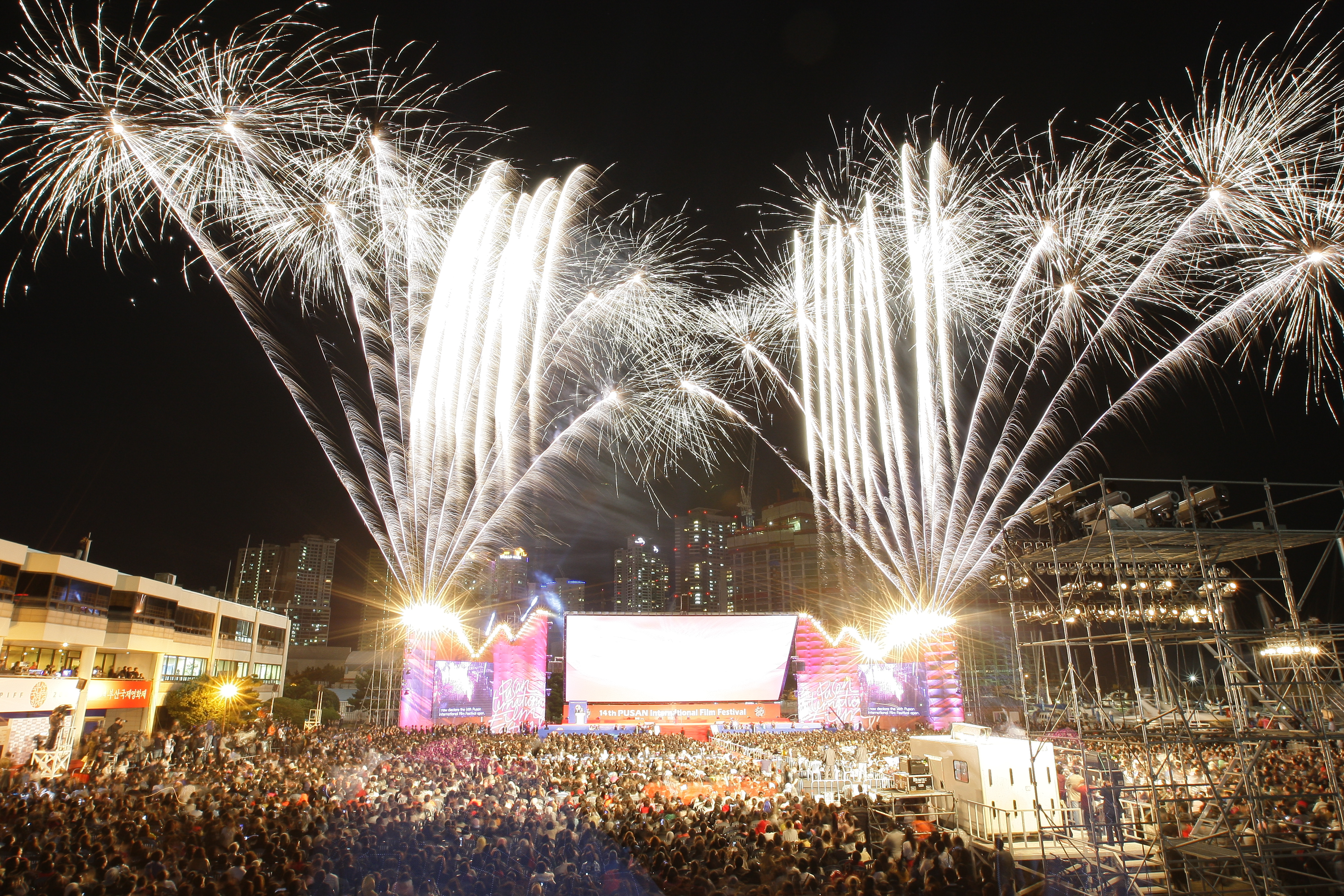
2009년 14회 부산국제영화제 개막식 (수영만 요트경기장)

### 초창기

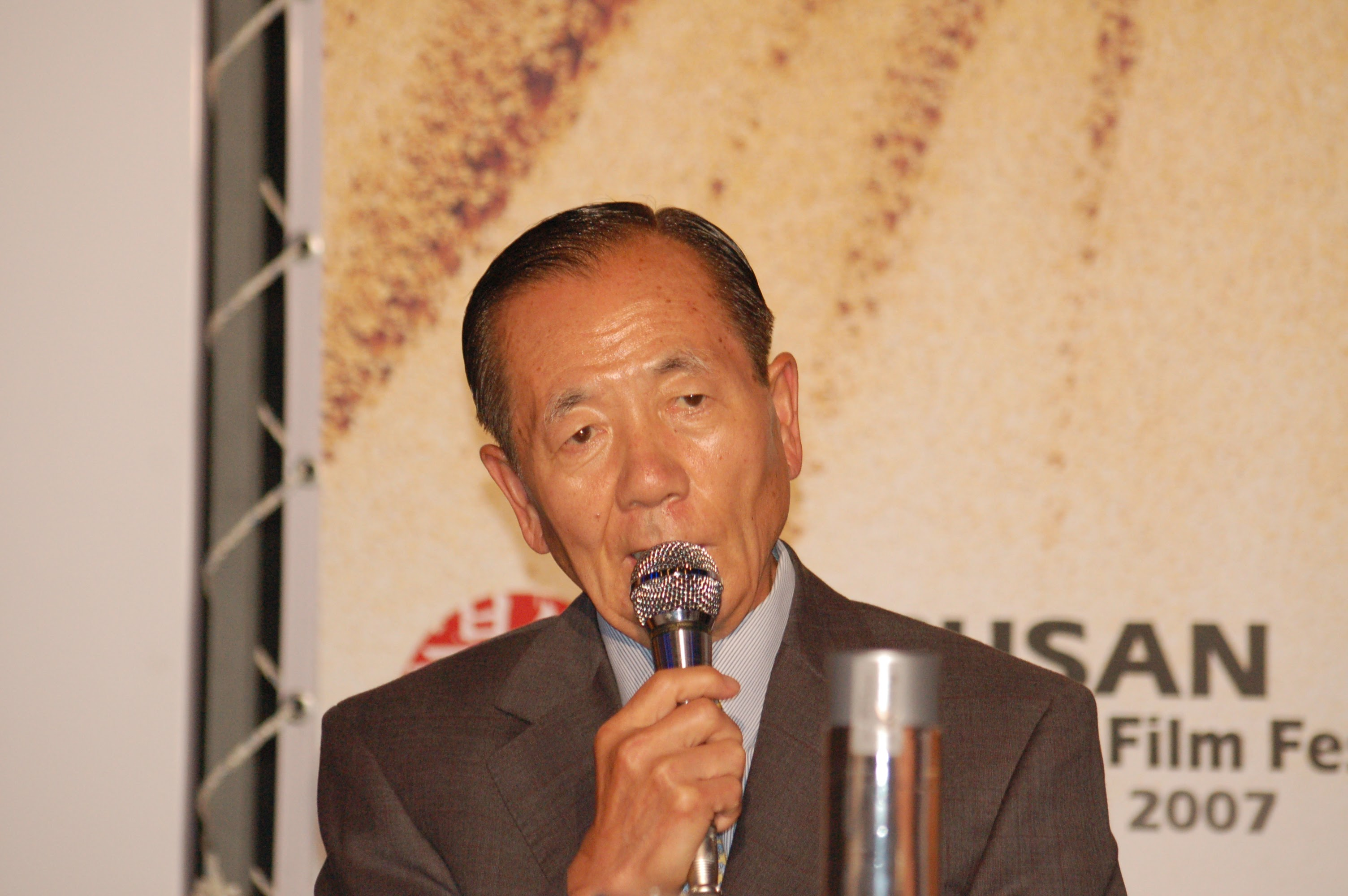
김동호 초대 집행위원장

1990년대 초 경성대 이용관 교수, 부산예술문화대 김지석 교수, 영화평론가 전양준의 세 사람을 중심으로 부산에서 국제영화제를 개최하자는 움직임이 일기 시작했다. 세 사람은 1995년 8월 김동호를 만나 부산국제영화제의 집행위원장을 맡아줄 것을 요청했다. 김동호는 전 영화진흥공사 사장이자, 문화부 차관과 공연윤리위원장을 거치다 1995년 3월 공직에서 물러난 상황이었으며, 세 사람의 계획적인 의지를 높이 평가하여 위원장직을 수락했다.
이후 1년간의 준비를 거쳐 1996년 4월 16일 조직위원회가 설립되었다. 위원장은 문정수 부산시장이 맡았으며, 5월 16일 부산국제영화제의 개최 계획을 처음 발표하였다. 여기서 "뉴 커런츠", "아시아 영화의 창", "코리안 파노라마" 등 현재까지도 이어지는 섹션들을 기획하였으며, 국제영화제로서는 드문 야외상영도 로카르노 영화제에서 설비를 대여해 진행하기로 했다. 같은 해 6월 6일에는 부산 요트경기장에 위치한 조직위원회 사무국에서 공식 출범을 알렸다.
제1회 부산국제영화제는 영화 "비밀과 거짓말"의 개막과 함께 시작되었다. 제2회부터는 '부산 프로모션 플랜(현 아시아 프로젝트 마켓)'이 도입되었다. 2004년 제9회 부산국제영화제는 63개국 262편의 상영작으로 기존 대비 역대 최대의 규모로 열렸으며, 관객은 총 16만 6164명을 기록했다.
영화제 초창기 김동호 집행위원장 체제에 대한 반발은, 1998년 제3회 부산국제영화제가 성공적으로 개최되면서 잦아들었다. 김동호는 본래 2005년 제10회 영화제에 맞춰 물러날 뜻을 처음으로 밝혔으나, 영화제 전용관 부지 선정과 설계 공모 작업과정이 길어지면서 다시 연임하게 되었다. 이용관 교수와의 공동집행위원장 체제에 들어서고 난 2009년 2월 25일 김동호 위원장이 사임을 정식 발표했으나 부산시장을 비롯한 주변의 만류와 1년을 더 연임한 뒤 2010년 자리에서 물러났다. 사임과 동시에 김동호는 명예 집행위원장으로 임명되었다. 한편 2007년 12회부터 공동집행위원장을 맡게 된 영화학자 이용관은 김동호 집행위원장의 사임에 따라 2011년 제16회 영화제부터 단독 집행위원장직에 오르게 되었다.
2011년 2월 24일 부산국제영화제의 영문표기를 개정 로마자 표기법에 따라 기존 PIFF(Pusan International Film Festival)의 앞 글자 P를 B로 바꾼 BIFF(Busan International Film Festival)로 변경했다. 2011년 9월 29일에는 부산국제영화제 전용관인 영화의전당을 센텀시티에 개관하였다. 2014년 영화 다이빙벨의 상영 이후 2015년 감사가 들어오자, 영화계는 서병수 시장의  다이빙벨 상영 취소 요구를 거부한 데 따른 보복조치로 받아들이며 2016년 보이콧을 선언했다. 이 보이콧은 2018년에 철회되었다.

### 다이빙벨 사건과 그 이후
2014년 제19회 부산국제영화제 당시 새누리당 소속의 서병수 부산시장이 세월호 사건을 다룬 다큐멘터리 다이빙벨이 “정치적 중립성을 해치는 작품”이라며 상영 취소를 요청했으나 조직위 측은 예정대로 상영했다.
2014년 말, 부산시는 BIFF 조직위 감사를 벌였으며, 2015년 1월 23일 부산시 고위관계자가 초청작 선정 관련 규정 위반 등 지적사항을 이용관 집행위원장에게 전달하며 우회적으로 사퇴를 요구했다. 조직위 측은 프로그램 선정 절차가 미비하다는 지적에 대해 "영화제 초청 상영작은 특정 시기에 접수해 일괄 심사로 결정하는 것이 아니라 프로그래머의 영화관과 안목에 따른 주관적 판단이 먼저이며 이는 존중해야 할 사항"이라고 밝혔다. 영화계는 서병수 시장의  다이빙벨 상영 취소 요구를 거부한 데 따른 보복조치로 받아들이며 강력히 반발했다. 로테르담국제영화제와 베를린국제영화제 집행위원장은 부산국제영화제의 독립성지지를 표명하였다. 예산 6억5천만 원 삭감하고 다른 영화제는 지원금 늘려 영진위의 보복이 아니냐는 논란이 있다.
2017년 박영수 특검팀은 박근혜 정부의 문화예술계 블랙리스트 작성 의혹과 함께 BIFF에 대한 예산 삭감 지시 정황이 있었는지 수사에 나섰다.
2020년 코로나19 범유행의 여파로 제25회 부산국제영화제의 규모 축소 및 예산 삭감, 기업 후원액 저하로 인해 조직위원회는 부산시에 13억원의 추가 지원을 요청했다.

### 역대 영화제
| 연도   | 회차 | 개막일    | 폐막일    | 개막작              | 폐막작                       | 상영작품     | 관객수    | 비고                                    |
| ------ | ---- | --------- | --------- | ------------------- | ---------------------------- | ------------ | --------- | --------------------------------------- |
| 1996년 | 1    | 9월 13일  | 9월 21일  | 비밀과 거짓말       | 무산의 비구름                | 31개국 169편 | 184,071명 |                                         |
| 1997년 | 2    | 10월 10일 | 10월 18일 | 차이니즈 박스       | 반생연                       | 33개국 163편 | 170,206명 |                                         |
| 1998년 | 3    | 9월 24일  | 10월 1일  | 고요                | 간장선생                     | 41개국 211편 | 192,547명 | 부산프로모션플랜 (PPP) 출범             |
| 1999년 | 4    | 10월 14일 | 10월 23일 | 박하사탕            | 책상 서랍 속의 동화          | 53개국 207편 | 180,914명 |                                         |
| 2000년 | 5    | 10월 6일  | 10월 14일 | 레슬러              | 화양연화                     | 55개국 207편 | 181,708명 |                                         |
| 2001년 | 6    | 11월 9일  | 11월 17일 | 흑수선              | 수리요타이                   | 60개국 201편 | 143,103명 |                                         |
| 2002년 | 7    | 11월 14일 | 11월 23일 | 해안선              | 돌스                         | 55개국 226편 | 167,349명 |                                         |
| 2003년 | 8    | 10월 2일  | 10월 10일 | 도플갱어            | 아카시아                     | 61개국 243편 | 165,103명 | 아시아영화산업센터 (AFIC) 출범          |
| 2004년 | 9    | 10월 7일  | 10월 15일 | 2046                | 주홍글씨                     | 63개국 262편 | 166,164명 |                                         |
| 2005년 | 10   | 10월 6일  | 10월 14일 | 쓰리 타임즈         | 나의 결혼 원정기             | 73개국 307편 | 192,970명 | 아시아영화아카데미 (AFA) 운영           |
| 2006년 | 11   | 10월 12일 | 10월 20일 | 가을로              | 크레이지 스톤                | 62개국 246편 | 162,835명 | 아시안필름마켓 (AFM) 출범               |
| 2007년 | 12   | 10월 4일  | 10월 12일 | 집결호              | 에반게리온 신극장판: 서      | 64개국 275편 | 198,603명 | 아시아영화펀드 (ACF) 출범               |
| 2008년 | 13   | 10월 2일  | 10월 10일 | 스탈린의 선물       | 나는 행복합니다              | 60개국 315편 | 198,818명 |                                         |
| 2009년 | 14   | 10월 8일  | 10월 16일 | 굿모닝 프레지던트   | 바람의 소리                  | 70개국 355편 | 173,516명 |                                         |
| 2010년 | 15   | 10월 7일  | 10월 15일 | 산사나무 아래       | 카멜리아                     | 67개국 306편 | 182,046명 |                                         |
| 2011년 | 16   | 10월 6일  | 10월 14일 | 오직 그대만         | 내 어머니의 연대기           | 70개국 307편 | 196,177명 | 영문 명칭 변경, 영화의전당 개관         |
| 2012년 | 17   | 10월 4일  | 10월 13일 | 콜드 워             | 텔레비전                     | 75개국 304편 | 221,002명 | 아시아연기자아카데미 (AAA) 운영         |
| 2013년 | 18   | 10월 3일  | 10월 12일 | 바라: 축복          | 만찬                         | 70개국 299편 | 217,865명 |                                         |
| 2014년 | 19   | 10월 2일  | 10월 11일 | 군중낙원            | 갱스터의 월급날              | 79개국 312편 | 226,473명 |                                         |
| 2015년 | 20   | 10월 1일  | 10월 10일 | 주바안              | 산이 울다                    | 75개국 304편 | 227,377명 |                                         |
| 2016년 | 21   | 10월 6일  | 10월 15일 | 춘몽                | 검은 바람                    | 69개국 299편 | 165,149명 |                                         |
| 2017년 | 22   | 10월 12일 | 10월 21일 | 유리정원            | 상애상친                     | 76개국 300편 | 192,991명 |                                         |
| 2018년 | 23   | 10월 4일  | 10월 13일 | 뷰티풀 데이즈       | 엽문 외전                    | 79개국 323편 | 195,081명 |                                         |
| 2019년 | 24   | 10월 3일  | 10월 12일 | 말도둑들, 시간의 길 | 윤희에게                     | 85개국 303편 |           |                                         |
| 2020년 | 25   | 10월 21일 | 10월 30일 | 칠중주: 홍콩 이야기 | 조제, 호랑이 그리고 물고기들 | 68개국 192편 | 20,135명  | 코로나19 범유행으로 축제 규모 대폭 축소 |
| 2021년 | 26   | 10월 6일  | 10월 15일 | 헤븐: 행복의 나라로 | 매염방                       | 70개국 223편 |           |                                         |
| 2022년 | 27   | 10월 5일  | 10월 14일 | 바람의 향기         | 한 남자                      | 71개국 353편 |           | 코로나19 범유행 이전 수준으로 정상화    |
| 2023년 | 28   | 10월 4일  | 10월 13일 | 한국이 싫어서       | 영화의 황제                  | 69개국 269편 |           |                                         |
| 2024년 | 29   | 10월 2일  | 10월 11일 | 전,란               | 영혼의 여행                  |              |           |                                         |

## 프로그램

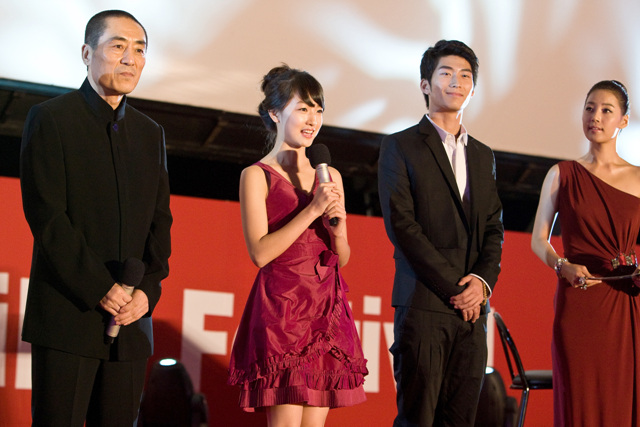
제15회 부산국제영화제 개막작 <산사나무 아래> 무대인사

부산국제영화제의 기본적으로 비경쟁 영화제이나, 일부 프로그램은 경쟁 또는 부분 경쟁 체제로 운영된다. 프로그램은 주제에 따라 11개의 섹션으로 나뉜다.

### 비경쟁 부문
- 갈라 프레젠테이션 (Gala Presentation): 지명도 높은 감독의 신작 또는 화제작을 소개하는 비경쟁 부문 프로그램
- 아시아 영화의 창 (A Window on Asian Cinema): 경력 있는 아시아 영화 감독들의 신작 또는 화제작을 소개하는 프로그램
- 한국 영화의 오늘 (Korean Cinema Today): 한국의 영화를 소개하는 프로그램. 세부적으로는 거장 감독의 신작 및 화제작을 소개하는 파노라마와 한국 독립영화 중심의 비전 부문으로 나뉜다.

- 한국 영화 회고전 (Korean Cinema Retrospective): 대한민국 영화사를 재조명하는 프로그램. 매년 주제가 바뀐다.

- 월드 시네마 (World Cinema): 비 아시아권의 중견 감독들의 신작 또는 화제작 소개.
- 오픈 시네마 (Open Cinema): 신작 및 화제작을 야외 특별 상영장에서 상영하는 프로그램.

- 미드나잇 패션 (Midnight Passion): 신작 공포 영화, 공상 과학 영화, 컬트 영화 등을 소개하는 프로그램. 심야상영을 진행한다.

- 특별 기획: 해마다 그 해의 기획된 특별전을 선보이는 부문.

### 경쟁 부문
- 뉴 커런츠 (New Currents): 아시아권 신인 영화 감독들의 첫 번째 또는 두 번째 장편의 경쟁 부문.

- 플래시 포워드 (Flash Forward): 비 아시아권 신인 감독들의 첫 번째 또는 두 번째 장편영화 경쟁 부문 프로그램. 와이드 앵글'(Wide Angle): 단편 영화, 애니메이션, 다큐멘터리, 실험 영화 등을 소개하는 '부분 경쟁 부문' 프로그램이다. 세부적으로는 경쟁 섹션인 한국단편 경쟁, 아시아단편 경쟁, 다큐멘터리 경쟁과, 비경제 섹션인 단편 쇼케이스,  다큐멘터리 쇼케이스, 시네키즈, 애니메이션 쇼케이스 7개 섹션으로 나뉜다.

## 시상

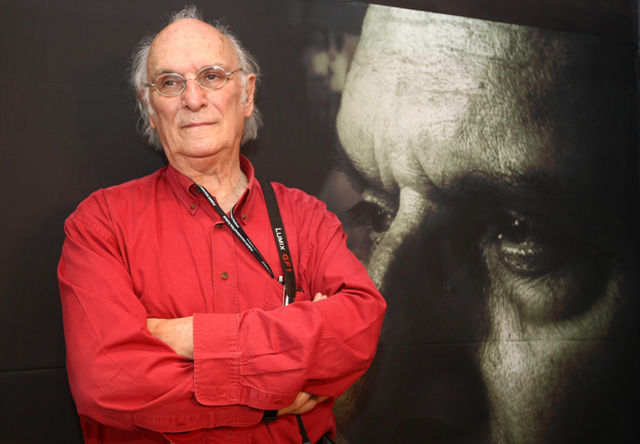
제15회 부산국제영화제 마스터클래스, 카를로스 사우라

부산국제영화제는 부분 경쟁을 도입한 영화제로 다양한 분야에서 시상하고 있다. 대상 격으로는 '뉴 커런츠상과 선재상, 비프메세나상' 등이 있다.
- 뉴 커런츠상 (New Currents Award): 아시아 영화 경쟁부문인 뉴 커런츠 부문에서 상영된 장편 영화 중에서 2편을 선정하여 각각 3만 달러의 상금을 수여하는 상이다. 세계적으로 저명한 전문가로 구성된 심사위원단에서 수상작을 선정한다.
- 선재상 (Sonje Award): 와이드 앵글 경쟁부문에 초청된 한국과 아시아 단편 중 최우수작품을 선정하여, 그 작품의 감독에게 각 1천만 원의 상금을 수여한다.
- 비프메세나상 (BIFF Mecenat Award): 와이드 앵글 경쟁부문에 초청된 한국과 아시아 다큐멘터리 중 최우수 작품을 선정하여, 그 작품의 감독에게 각 1천만원의 상금을 수여한다. 첫회부터 2007년까지는 운파상(Woonpa Award), 2008년에서 2010년까지는 피프메세나상으로 불렸다.
- BNK부산은행상 (Busan Bank Award): 2009년 신설. '플래시 포워드' 부문에서 상영된 비아시아권 영화 중 최우수작을 선정하여 부산은행이 2만 달러의 상금을 수여한다.[29] 2만 달러 중 1만 달러는 감독에게 직접 수여하고 1만 달러는 국내 배급을 지원한다. 2012년까지는 플래시 포워드상(Flash Forward Award)으로 불렸다.

- 피프레시상 (국제영화평론가협회상, FIPRESCI Award): '뉴 커런츠' 부문 작품 가운데 뛰어난 작품성과 진취적인 예술적 재능을 선보인 작품에 수여하는 상.
- 넷팩상 (아시아영화진흥기구상, NETPAC Award)은 '한국영화의 오늘-비전'과 '뉴 커런츠' 부문에 출품된 한국영화 가운데 최우수 작품에 수여되는 상.
- 부산시네필상 (Busan Cinephile Award): 2011년 신설. 부산 지역 6개 영화 관련 학과 대학생 60여 명으로 구성된 심사위원단이 '와이드 앵글 다큐멘터리 쇼케이스'에 소개된 월드다큐멘터리를 대상으로 심사한 후 최우수 작품에 5백만원의 상금을 수여한다.
- 시민평론가상 (Citizen Critics' Award): 2011년 신설. 영화의전당 시네마테크의 시민평론가로 구성된 심사위원단이 한국영화의 오늘-비전 부문에서 최우수 작품을 선정하여, 그 작품의 감독에게 1천만원의 상금을 수여한다.
- KNN관객상 (KNN Award)은  KNN문화재단이 뉴 커런츠 부문에서 상영된 영화들을 대상으로 관객으로부터 최고의 호평을 받은 작품에 수여하는 상이다. 2005년까지는 PSB관객상(PSB Award)으로 불렸다.
- 대명컬처웨이브상 (Daemyung Culture Wave Award): 2014년에 신설된 상으로 한국영화의 오늘-비전 부문과 뉴 커런츠 섹션의 한국 작품을 대상으로 선정한다. 선정된 작품에는 2천만원의 상금을 수여하고 해당 작품을 대명홀딩스가 직접 배급한다.
- CGV 아트하우스상 (CGV Arthouse Award): CJ CGV 아트하우스와의 협력 하에 2011년에 신설된 상으로, 한국영화의 오늘-비전 부문에 출품된 독립영화, 인디, 신인, 저예산영화의 실질적인 배급과 상영 기회를 제공하는 것이 취지다. 배급사에 현금 1천만원과 CGV아트하우스 극장 홍보마케팅을 현물지원한다.
- 지석상: 2017년 김지석 수석프로그래머를 기리기 위해 신설된 상. '아시아 영화의 창' 부문에서 뽑힌 10편의 후보작 중 두 편을 선정하여 각각 1천만원을 수여한다[7].

또, 올해의 '아시아영화인상', '한국영화공로상' 및 2014년 신설된 '올해의 배우상' 등이 있다.

## 상영관 및 행사장
부산국제영화제는 초기에 남포동 일원에서 개최되었으나, 센텀시티에 영화제 전용관인 영화의전당이 설립되면서 각종 행사장들이 해운대로 옮겨오게 되었다. 영화의전당을 비롯해 인근에 위치한 CGV 센텀시티, 롯데시네마 센텀시티, 동서대학교 소향씨어터와 해운대구 좌동에 위치한 메가박스 해운대(장산) 등에서 상영된다. 해운대해수욕장에는 비프빌리지가 설치되며, 벡스코에서는 아시아필름마켓이 진행된다. 영화제가 열리는 동안에는 해운대와 남포동 등에 위치한 행사장들을 잇는 셔틀버스를 운영한다. 다만 역사성과 남포동의 반발을 반영해 2012년 17회부터는 다시 남포동에 위치한 메가박스 부산극장에서도 상영된 적도 있었으나 현재는 상영하지 않는다.

## 조직 구성
1996년 4월 16일 문화체육관광부 소관의 사단법인으로 설립된 부산국제영화제 조직위원회가 영화제 운영을 맡고 있다. 조직위원장은 부산광역시장이 당연직으로 맡았다. 이후 민간 체제로 변경이 되면서 사단법인 부산국제영화제의 이사장이 그 위치를 담당하고 있다.
집행위원장은 2007년 12회부터 공동집행위원장을 맡게 된 영화학자 이용관이며 2011년 16회부터는 단독으로 집행위원장직을 맡아왔다. 그러다, 2015년 임시총회를 통해 배우 강수연이 공동집행위원장으로 위촉되었다. 1996년 1회부터 2010년 15회까지 집행위원장직을 맡으며 "문화의 불모지로 불리던 부산을 영화도시로 발전시키는 데 큰 역할"을 했다고 평가받는 김동호는 명예 집행위원장으로 영전했다.
2021년 1월 31일, 1996년 원년 멤버이기도 한 전양준 집행위원장이 취임 3년 만에 위원장직을 사퇴하고 이어진 3월 25일 정기총회에서는 평론가이자 영화의전당 프로그래밍과 시네마테크 운영 부문을 맡고 있는 허문영이 신임 집행위원장으로 위촉되었다.
선정위원회는 영화제의 초청작을 선정하는 프로그래머로 구성된다.

## 관련 행사

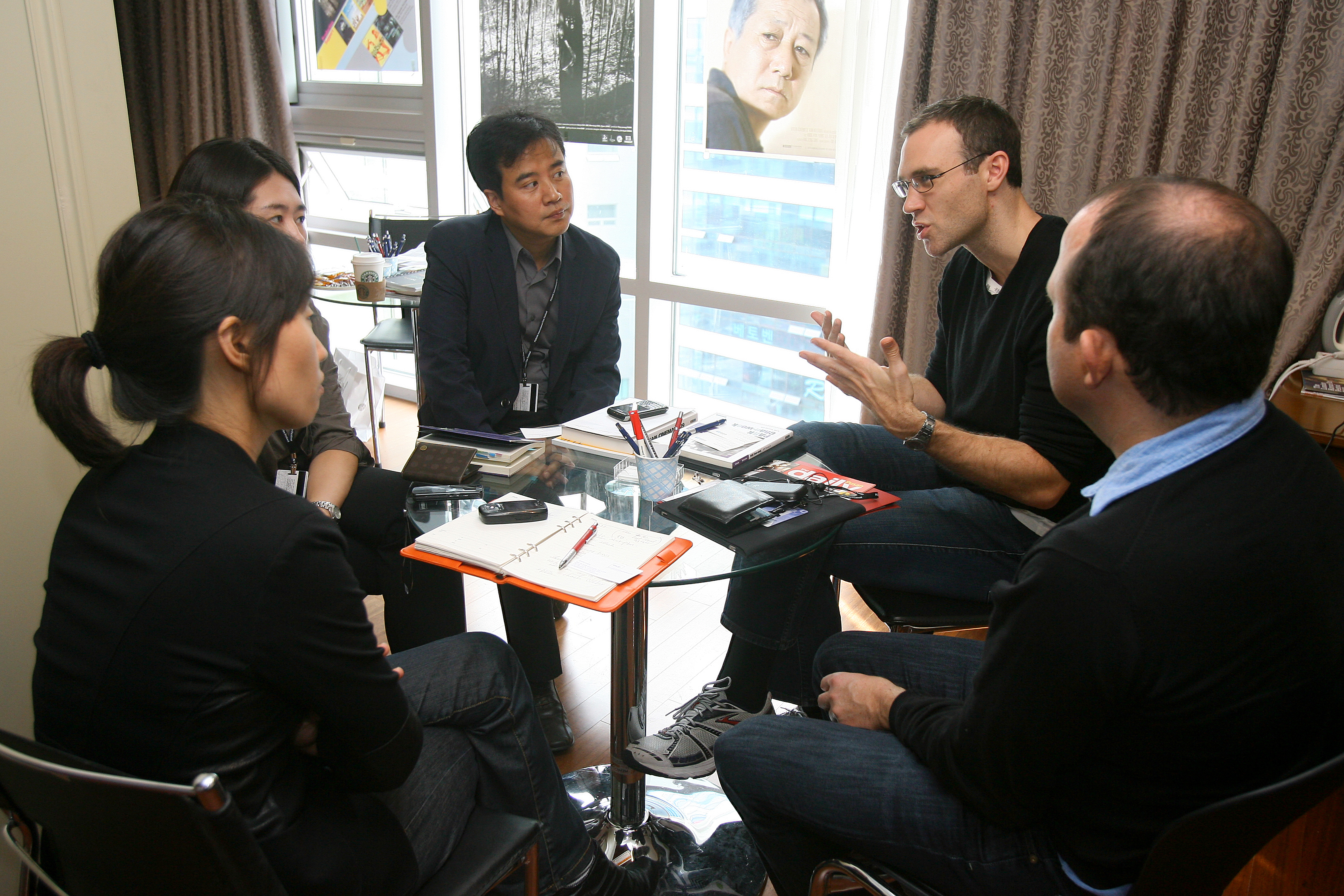
아시안필름마켓

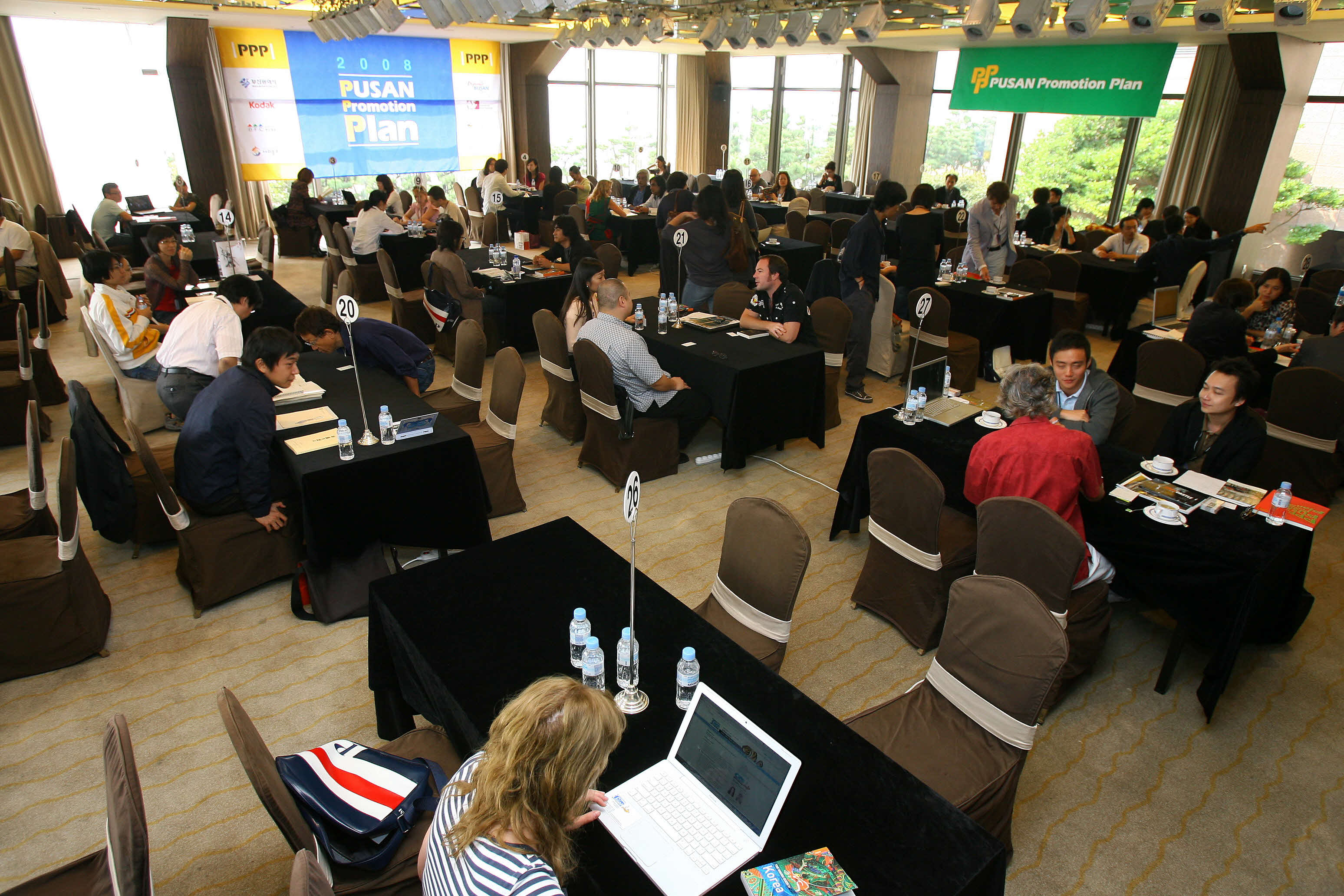
PPP(부산프로모션플랜) 미팅

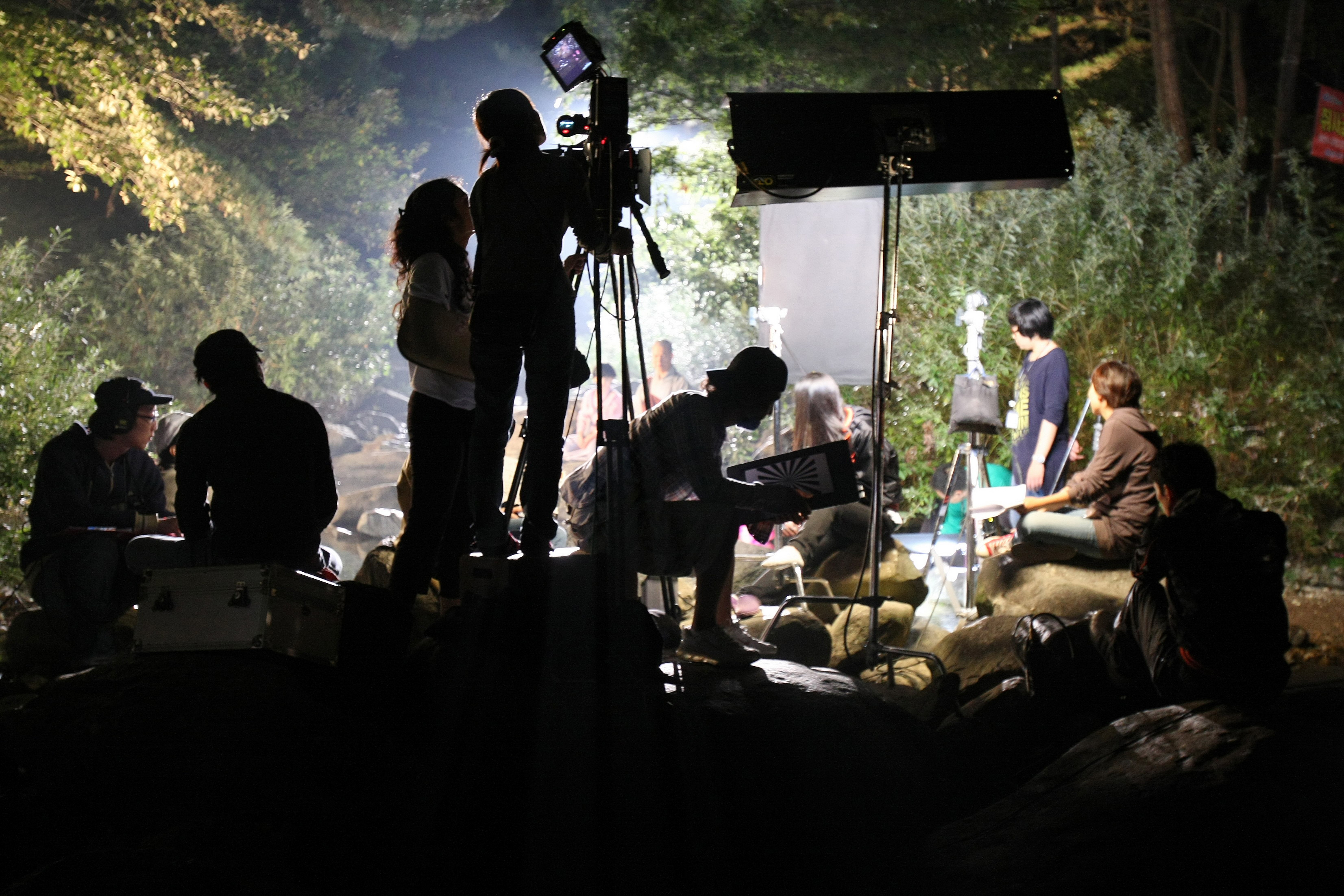
아시아 영화 아카데미

- 아시안필름마켓: 플랫폼부산,아시아프로젝트마켓,아시아영화펀드 등 전 세계의 영화, 영상 콘텐츠를 비롯하여 도서, 웹툰, 웹소설, 스토리 등의 원천 IP를 거래할 수 있는 종합 콘텐츠 시장이다. 국내외 영화, 영상, 엔터테인먼트 등의 산업 관련 종사자에 한해 참가 자격이 주어지는 전문 행사이다.
- 아시아영화펀드: (Asian Cinema Fund)는 아시아 독립영화의 제작 지원 펀드
- 아시아영화아카데미: 동서대학교와 부산국제영화제가 공동 주최하는 영화 교육 프로그램
- 부산영화포럼 (Busan Cinema Forum, BCF): 2011년 제16회 영화제부터 신설된 영화 학술대회[39]
- 아시아콘텐츠어워즈 & 글로벌OTT어워즈 (ACA & G.OTT) : 2019년부터 시작해 2024년도 6회를 맞이하는 글로벌 컨텐츠 시장 트렌드에 맞춰 신설된 시상식이다.

## 같이 보기
- 부산국제영화제의 수상작 목록
- 영화의전당
- 부산원아시아페스티벌(BOF)
- 도쿄국제영화제
- 홍콩국제영화제